# What Is Love (canción de Haddaway)
«What Is Love» es una canción eurodance con influencias del europop del cantante trinitense Haddaway, lanzada en 1993. Fue un éxito en Trinidad y Tobago, así como en varios otros países, convirtiéndose en un sencillo número uno en al menos 13 países fuera de sus fronteras.
La canción es conocida a nivel mundial por su célebre verso: «What Is love? Baby don't hurt me, don't hurt me, no more». 
En 2009, el DJ alemán Klaas remezcló la canción bajo el título "Klaas meets Haddaway – What Is Love 2K9". Este remix llegó a las listas de éxitos de varios países europeos.
En 2023 fue lanzada una versión de la canción llamada «Baby Don't Hurt Me» de David Guetta, Anne-Marie y Coi Leray.

## Lista de canciones
«What Is Love»
CD sencillo / 7"
1. «What Is Love» – 4:28
2. «Sing About Love» – 3:12

CD maxisencillo - France
1. «What Is Love» (7" mix) – 4:29
2. «What Is Love» (12" mix) – 6:40
3. «What Is Love» (club mix) – 5:02
4. «Sing About Love» – 4:36

What Is Love - remix
CD sencillo - France
1. «What Is Love» (eat-this mix - radio edit) – 4:19
2. «What Is Love» (refreshmento extro mix) – 3:52

CD maxisencillo
1. «What Is Love» - remix (eat-this mix) – 6:54
2. «What Is Love» (tour de trance-mix) – 6:00
3. «What Is Love» (7" mix) – 4:27

«What Is Love» - reloaded
CD maxisencillo
1. «What Is Love» - reloaded (video mix) – 3:16
2. «What Is Love» - reloaded (reloaded mix) – 6:09
3. «What Is Love» - reloaded (what is club mix) – 6:39
4. «What Is Love» - reloaded (Jens O.'s hard remix) – 5:32
5. «What Is Love» - reloaded (Nathan Jolly's NRG remix) – 6:48
6. «What Is Love» - reloaded (radio edit) – 2:56
7. «What Is Love» - reloaded (lunaris remix) – 6:21

## Posicionamiento en listas
| Listas (1993)                               | Mejor posición |
| ------------------------------------------- | -------------- |
| Alemania (Offizielle Deutsche Charts)       | 2              |
| Australia (ARIA)                            | 12             |
| Austria (Ö3 Austria Top 40)                 | 1              |
| Bélgica (Flandes) (Ultratop 50)             | 1              |
| Canadá (RPM Top Singles)                    | 17             |
| Canadá (RPM Dance/Urban)                    | 2              |
| España (AFYVE)                              | 1              |
| Estados Unidos (Billboard Hot 100)          | 11             |
| Estados Unidos (Mainstream Top 40)          | 4              |
| Estados Unidos (Hot Dance Club Songs)       | 9              |
| Europa (Eurochart Hot 100)                  | 1              |
| Finlandia (Suomen virallinen lista)         | 1              |
| Francia (SNEP)                              | 1              |
| Irlanda (IRMA)                              | 1              |
| Italia (FIMI)                               | 1              |
| Nueva Zelanda (Recorded Music NZ)           | 48             |
| Noruega (VG-lista)                          | 1              |
| Países Bajos (Dutch Top 40)                 | 1              |
| Reino Unido (UK Singles Chart)              | 2}}            |
| Suecia (Sverigetopplistan)                  | 2              |
| Suiza (Schweizer Hitparade)                 | 1              |
| Listas (1993)Remix                          | Mejor posición |
| España (AFYVE)                              | 4              |
| Suiza (Schweizer Hitparade)                 | 15             |
| Listas (2003)Reloaded                       | Mejor posición |
| Alemania (Offizielle Deutsche Charts)       | 51             |
| Austria (Ö3 Austria Top 40)                 | 49             |
| Dinamarca (Tracklisten)                     | 20             |
| Países Bajos (Mega Single Top 100)          | 100            |
| Suiza (Schweizer Hitparade)                 | 92             |
| Listas (2009)2K9                            | Mejor posición |
| Alemania (Offizielle Deutsche Charts)       | 60             |
| Austria (Ö3 Austria Top 40)                 | 37             |
| Bélgica (Flandes) (Ultratop 50)             | 41             |
| Bélgica (Valonia) (Ultratip Bubbling Under) | 9              |
| Francia (SNEP)                              | 5              |
| Reino Unido (UK Indie Chart)                | 1              |
| Suecia (Sverigetopplistan)                  | 49             |
| Listas (2012)                               | Mejor posición |
| Dinamarca (Tracklisten)                     | 31             |